# Франконский музей пива
Франконский музей пива (нем. Fränkisches Brauereimuseum) посвящён истории пивоварения во Франконии. Основан музей в 1986 году. Расположен в бывшей пивоварне монастыря Святого Михаила, в Бамберге.
Музей имеет культурноисторическое значение для Франконии. Свыше 1400 экспонатов дают представление об истории пивоварения региона, показывают весь процесс производства и хранения пива. Специальные залы посвящены всем стадиям пивоварения вплоть до розлива в бочки и бутылки.
Подробно рассказана история монастырской пивоварни, упоминание о которой есть уже в документах XIII века. Представлены оборудование и инструменты, используемого в средневековье для ремесленного производства и хранения пива.
В южном крыле здания расположен лекционный зал, предназначенный для проведения учебных занятий и научных семинаров. При музее работает информационный центр.